# Рыкалин, Николай Николаевич
Николай Николаевич Рыкалин (14 [27] сентября 1903, Одесса, Херсонская губерния — 21 мая 1985, Москва) — советский учёный в области сварки металлов и металлургии, академик АН СССР.

## Биография
Родился в 1903 году в Одессе; по материнской линии являлся сербом. В 1929 году закончил Государственный дальневосточный университет во Владивостоке. В 1930—1937 годах преподавал в Дальневосточном политехническом институте. Затем переехал в Москву, где преподавал до начала 1950-х годов на кафедре сварки в Московском высшем техническом училище им. Н. Э. Баумана, а также работал в Центральном научно-исследовательском институте промышленных сооружений. С 1939 года Н. Н. Рыкалин работал старшим научным сотрудником Института машиноведения, и в секции по научной разработке проблем электросварки и электротермии АН СССР, не прекращая преподавания в МВТУ (где в 1946 году стал профессором).
В 1953 года Н. Н. Рыкалин стал членом-корреспондентом АН СССР и возглавил лабораторию в Институте металлургии им. А. А. Байкова. В 1959 году был избран в члены Сербской академии наук и искусств. В 1968 году стал академиком АН СССР.
Умер в 1985 году. Похоронен на Введенском кладбище (6 уч.).

## Награды и премии
- Государственная премия СССР (1979)

## Научные интересы
Теплофизические основы обработки металлов, сварка металлов, в том числе автоматическая стабилизация сварочных процессов, плазменные процессы в металлургии и технологии неорганических материалов.
Созданная Рыкалиным теория тепловых процессов при сварке послужила основой для разработки технологических процессов, в которых на вещество воздействуют высококонцентрированные источники энергии — термическая плазма, электронный луч, ионные потоки, лазерное излучение.

## Избранные труды
- «Тепловые основы сварки» (1947)
- «Расчёты тепловых процессов при сварке» (1951)
- «Тепловые процессы при сварке, их теория и инженерные расчёты» (1958)